# Antoine Sfeir

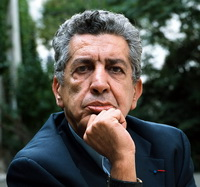
Antoine Sfeir, 2006

Antoine Sfeir (* 25. November 1948 in Beirut; † 1. Oktober 2018) war ein französisch-libanesischer Journalist und Professor.
Er war Herausgeber der französischen Zeitschrift Les Cahiers de l’Orient („Orient-Hefte“, eines Magazins, das sich mit dem Nahen Osten befasst), war Präsident des Centre d’études et de réflexions sur le Proche-Orient und Professor für Internationale Beziehungen an der Grande école CELSA (Centre d’études littéraires et scientifiques appliquées), welche zur Universität Sorbonne gehört.
Er war neben Ayaan Hirsi Ali, Salman Rushdie und Ibn Warraq einer der Unterzeichner des Manifest der 12, in dem zum „Widerstand gegen den religiösen Totalitarismus und zur Förderung der Freiheit, Chancengleichheit und des Laizismus“ aufgerufen wurde.

## Schriften (Auswahl)
- L’Argent des Arabes, Hermé, 1992
- L’Atlas des religions, Éditions Perrin, 1993
- Les réseaux d’Allah, Plon, 1997
- Dictionnaire mondial de l’islamisme, Plon, 2002
- Antoine Sfeir, René Andrau: Liberté, égalité, islam : la république face au communautarisme, Librairie Jules Tallandier, 2005
- Yves Montenay: La langue française face à la mondialisation, Les Belles Lettres, 2005
- Vers l’Orient compliqué, Éditions Grasset & Fasquelle, 2006
- Tunisie, Terre de paradoxes, Archipel, 2006
- Antoine Sfeir, Nicole Bacharan: Américains-arabes : L’affrontement, Éditions du Seuil, 2006
- Brève histoire de l’islam à l’usage de tous, Bayard, 2007
- Les islamismes d’hier à aujourd’hui, Éditions Lignes de repères, 2007
- Al-Qaïda menace la France, Le Cherche midi éditeur, 2007
- Vers l’Orient compliqué, Grasset - Le Livre de Poche éditeur, 2008
- Antoine Sfeir und Kollektiv: Chrétiens d’Orient : Et s’ils disparaissaient? Broché, 2009
- L’islam contre l’islam. Grasset 2013